# Dendrobium gibbosum
Dendrobium gibbosum är en orkidéart som beskrevs av Alexander Gilli. Dendrobium gibbosum ingår i släktet Dendrobium, och familjen orkidéer.
Artens utbredningsområde är Papua Nya Guinea. Inga underarter finns listade i Catalogue of Life.